# Águeda
Águeda ist eine Stadt (Cidade) in Portugal mit 11.357 Einwohnern (Stand 30. Juni 2011).

## Geschichte
Der heutige Kreis Águeda weist eine Vielzahl Funde aus römischer Zeit auf, insbesondere an der archäologischen Ausgrabungsstätte Estação Arqueológica de Cabeço do Vouga. Vermutlich querte die Römerstraße von Aeminium (heute Coimbra) nach Cale (heute Gaia) den Ort. Der Ortsname leitet sich vom hier verlaufenden Fluss ab, der bereits im 9. Jahrhundert als Ágata bekannt war. Ein Dokument aus dem Jahr 1050 spricht von einer Reihe Vilas (Kleinstädte) im Gebiet des heutigen Kreises Águeda, von denen viele Namen aus dem Arabischen stammten.
Der Ort war als Casal Lausato bekannt, bevor er als Agatha und dann im 11. Jahrhundert als Ágada den Namen des Flusses annahm. Der Fluss wurde seinerseits ursprünglich nach der Heiligen Agatha benannt.
Die heutige Ortschaft Águeda entstand vermutlich im 11. oder 12. Jahrhundert, während der Wiederbesiedlungen im Verlauf der Reconquista. Ein Bericht von Beamten aus Aveiro bestätigte 1451 zwar einen wachsenden Ort, der dann aber trotzdem keine eigenen Stadtrechte erhielt, jedoch in Aveiros Stadtrechtsurkunde von 1515 von König D.Manuel I. mit bedacht wurde. Assequins, heute ein Ort der Gemeinde Águeda, erhielt dagegen eigene Stadtrechte durch den König.
Am 31. Dezember 1853 wurde der eigenständige Kreis Águeda geschaffen. Es folgte eine industrielle Entwicklung, die durch die Ankunft der Eisenbahn 1908 verstärkt wurde. Am 14. August 1985 wurde der seit 1834 als Kleinstadt (Vila) geführte Ort zur Stadt (Cidade) erhoben.

## Kultur und Sehenswürdigkeiten
Águeda hat ein interessantes kunsthandwerkliches Erbe in Töpferei, Korbflechterei, Weberei, Böttcherei sowie dem Klöppeln. Besuchenswert sind die Dörfer Urgueira, Macieira de Alcoba oder Lourizela, welche sich ein authentisches rustikales Flair erhalten haben. Es gibt mehrere Folkloregruppen im Kreis.
Unter den vielen Kirchen, Kapellen und Kreuzwegen des Kreises Águeda verdient das Panteão dos Lemos in der Gemeinde Trofa do Vouga besondere Aufmerksamkeit.
Andere für den Besucher interessante Plätze sind der Pateira de Fermentelos (größter natürlicher See der iberischen Halbinsel) sowie die römischen Ausgrabungen von Cabeço do Vouga.
In Macinhata do Vouga befindet sich eine 1981 eröffnete Zweigstelle des portugiesischen Eisenbahnmuseums Museu Nacional Ferroviário. Weitere Museen sind die Casa Museu do Cancioneiro de Águeda, ein in einem herrschaftlichen Haus aus dem 18. Jahrhundert untergebrachtes Museum für heimatliche Kultur, das 1969 eröffnete Kunstmuseum Museu da Fundação Dionísio Pinheiro e Alice Cardoso Pinheiro, das 1977 eingeweihte Museu Etnográfico da Região do Vouga für regionale Ethnografie, und das Heimatmuseum Casa Museu João Tomás Nunes in Fermentelos.
Am 29. und 30. März 2025 machte im hiesigen Kulturzentrum Centro de Artes de Águeda (CAA) das 14. Kriol Jazz Festival Halt, das damit erstmals zu einem Teil auch außerhalb der kapverdischen Hauptstadt Praia stattfand. Elida Almeida, Sixun, Mario Canonge und Kenny Garrett waren die wichtigsten Namen der zweitägigen Veranstaltung.

## Gastronomie
Die berühmteste Spezialität ist das Spanferkel nach Bairrada-Art (Leitão assado à Bairrada). Bekannt sind auch die Weine und Schaumweine der Bairrada. Daneben gibt es einige traditionelle Süßspeisen aus Águeda: Pastéis de Águeda, Barriga de freira, Fuzis e Sequilhos, Regueifa, und die Padas da Veiga.

## Sport
Der 1924 gegründete Fußballverein Recreio Desportivo de Águeda spielte nach einigen Spielzeiten in der Zweiten Portugiesischen Liga 1982/83 eine Saison in der Ersten Portugiesischen Liga. Nach folgenden finanziellen Problemen und Abstiegen spielt er heute auf Distriktebene. Seine Heimspiele trägt der Verein im 10.000 Zuschauer fassenden städtischen Estádio Municipal de Águeda aus.
Weitere Vereine im Kreis sind die Associação Desportiva Valonguense (aus Valongo do Vouga), der 1930 gegründete Sporting Clube de Fermentelos, und die 1949 gegründete União Desportiva Mourisquense aus dem Ort Mourisca do Vouga, in der Gemeinde Trofa.
Águeda war ein Austragungsort der U-21-Fußball-Europameisterschaft 2006.

## Verwaltung

### Der Kreis
| Wappen des Kreises Águeda | Águeda ist Sitz eines gleichnamigen Kreises (Concelho) im Distrikt Aveiro. Am 19. April 2021 hatte der Kreis 46.119 Einwohner auf einer Fläche von 335,3 km². |

Die Nachbarkreise von Águeda sind (im Uhrzeigersinn im Norden beginnend): Sever do Vouga, Oliveira de Frades, Vouzela, Tondela, Mortágua, Anadia, Oliveira do Bairro, Aveiro sowie Albergaria-a-Velha.
Mit der Gebietsreform im September 2013 wurden mehrere Gemeinden zu neuen Gemeinden zusammengefasst, sodass sich die Zahl der Gemeinden von zuvor 20 auf elf verringerte.
Die folgenden elf Gemeinden (Freguesias) liegen im Kreis Águeda:
| Gemeinde                                         | Einwohner (2021) | Fläche km² | Dichte Einw./km² | LAU- Code |
| ------------------------------------------------ | ---------------- | ---------- | ---------------- | --------- |
| Aguada de Cima                                   | 3.893            | 28,39      | 137              | 010103    |
| Águeda e Borralha                                | 13.705           | 36,03      | 380              | 010121    |
| Barrô e Aguada de Baixo                          | 3.088            | 10,19      | 303              | 010122    |
| Belazaima do Chão, Castanheira do Vouga e Agadão | 1.415            | 88,09      | 16               | 010123    |
| Fermentelos                                      | 3.028            | 8,58       | 353              | 010109    |
| Macinhata do Vouga                               | 3.210            | 31,95      | 100              | 010112    |
| Préstimo e Macieira de Alcoba                    | 703              | 41,73      | 17               | 010127    |
| Recardães e Espinhel                             | 5.755            | 19,92      | 289              | 010124    |
| Travassô e Óis da Ribeira                        | 2.203            | 11,12      | 198              | 010125    |
| Trofa, Segadães e Lamas do Vouga                 | 4.482            | 16,07      | 279              | 010126    |
| Valongo do Vouga                                 | 4.637            | 43,20      | 107              | 010119    |
| Kreis Águeda                                     | 46.119           | 335,27     | 138              | 0101      |

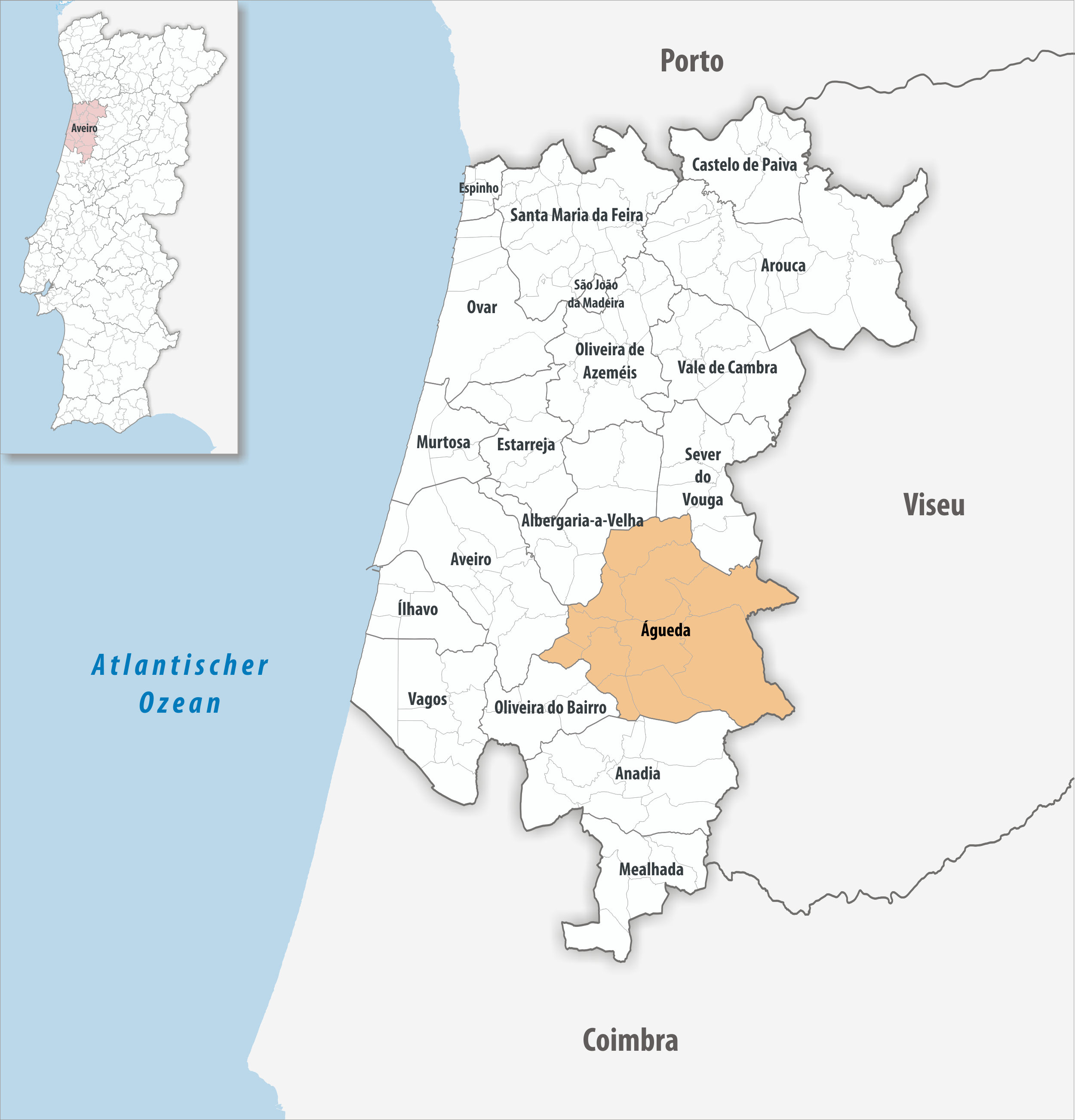
Kreis Águeda

Darunter sind eine Stadt (Cidade), Águeda, und drei Kleinstädte (Vilas): Aguada de Cima, Fermentelos, sowie Mourisca do Vouga in der Gemeinde Trofa, Segadães e Lamas do Vouga.

### Bevölkerungsentwicklung

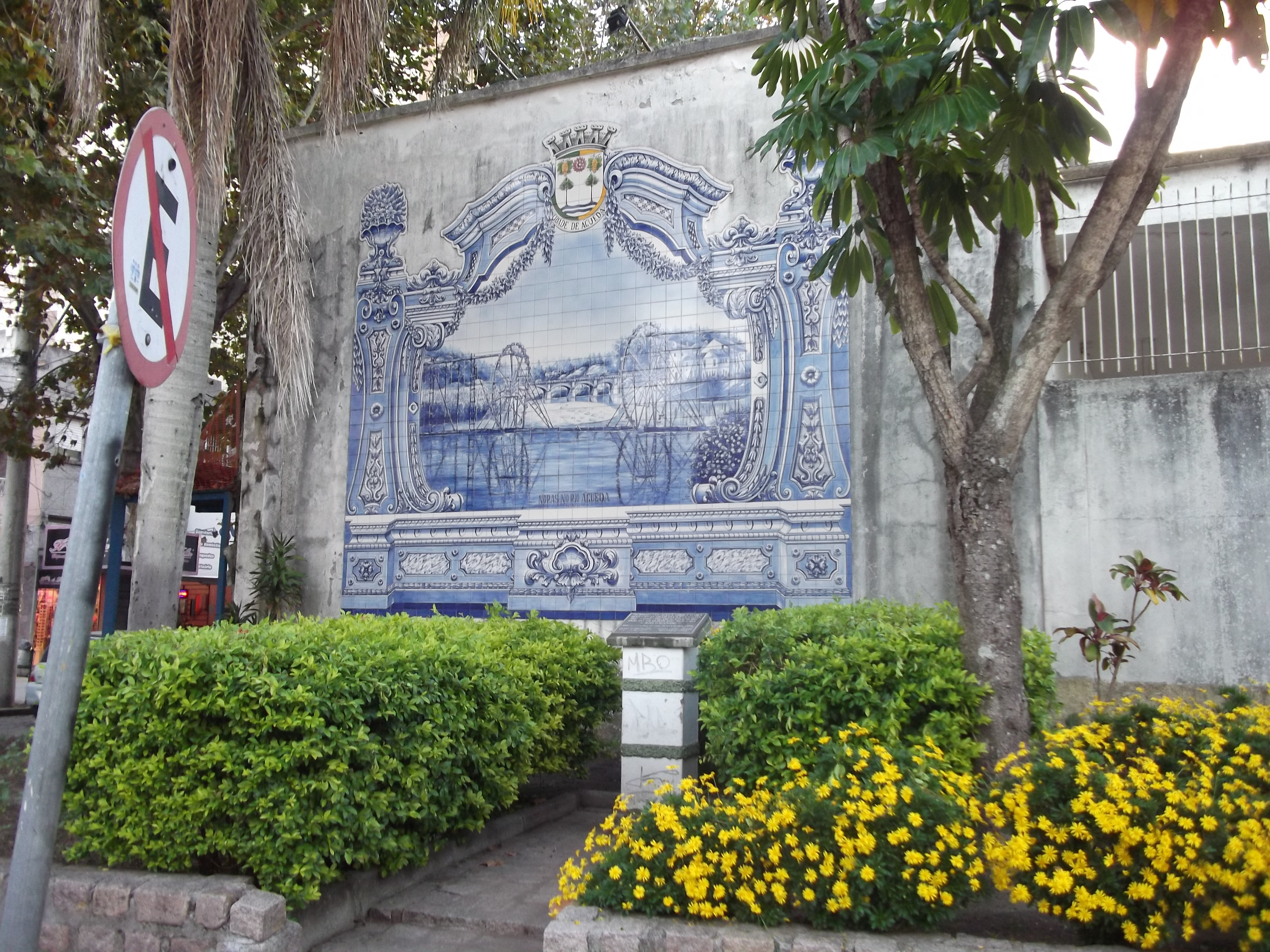
Referenz an die Partnerstadt Águeda: Azulejos in Rio Grande, Brasilien

| Einwohnerzahl im Kreis Águeda (1849–2011) | Einwohnerzahl im Kreis Águeda (1849–2011) | Einwohnerzahl im Kreis Águeda (1849–2011) | Einwohnerzahl im Kreis Águeda (1849–2011) | Einwohnerzahl im Kreis Águeda (1849–2011) | Einwohnerzahl im Kreis Águeda (1849–2011) | Einwohnerzahl im Kreis Águeda (1849–2011) | Einwohnerzahl im Kreis Águeda (1849–2011) | Einwohnerzahl im Kreis Águeda (1849–2011) |
| ----------------------------------------- | ----------------------------------------- | ----------------------------------------- | ----------------------------------------- | ----------------------------------------- | ----------------------------------------- | ----------------------------------------- | ----------------------------------------- | ----------------------------------------- |
| 1849                                      | 1900                                      | 1930                                      | 1960                                      | 1981                                      | 1991                                      | 2001                                      | 2011                                      |                                           |
| 9.247                                     | 20.416                                    | 25.982                                    | 35.274                                    | 43.216                                    | 44.045                                    | 49.041                                    | 47.817                                    |                                           |

### Kommunaler Feiertag
- achter Montag nach Ostersonntag

### Städtepartnerschaften
- : Rio Grande, Brasilien (seit 16. November 1993)
- : Bissau, Guinea-Bissau (seit 10. März 1995)
- : Ferrol, Spanien (seit 26. August 1999)
- : Sint-Gillis-Waas, Belgien (seit 25. August 2000)[10]
- : Sal, Kap Verde (seit 2018)[11]

## Wirtschaft

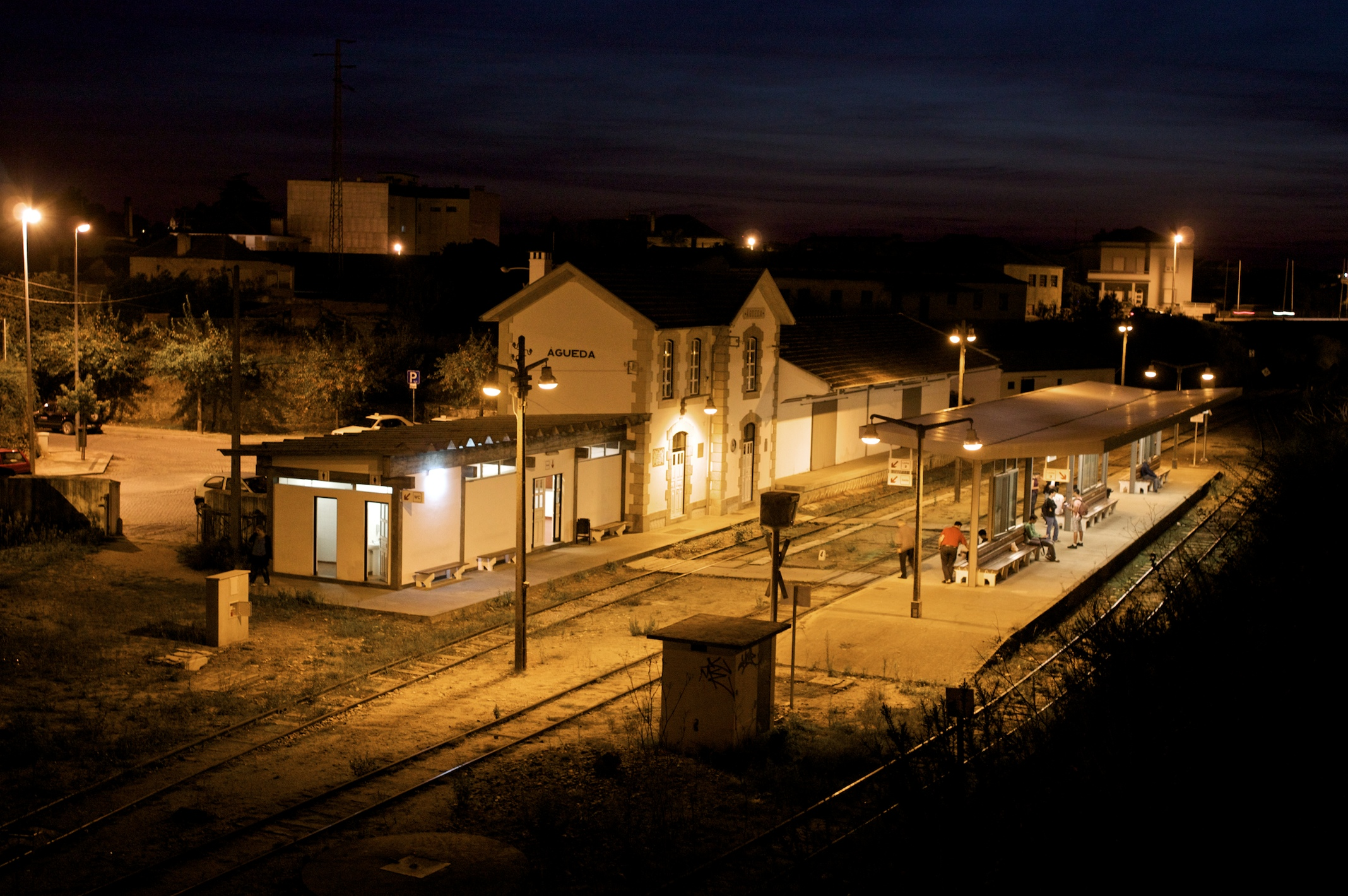
Der Bahnhof von Águeda bei Nacht

Die Region um Águeda ist sehr fruchtbar; es werden Mais, Früchte und Wein angebaut sowie Holz gewonnen. Einige der Gemeinden des Kreises Águeda liegen im Weinbaugebiet der Bairrada, die neben ihren international vertriebenen Weinen auch für ihr Spanferkel überregional bekannt ist.
Neben der Landwirtschaft haben Handel und Industrie Bedeutung. Besonders die metallverarbeitende Industrie ist in Águeda ansässig, es werden u. a. Motoren, Motorräder und Fahrräder produziert.

## Verkehr
Die Eisenbahnstrecke Linha do Vouga passiert an mehreren Haltepunkten den Kreis Águeda.
Die Anschlussstelle Nr. 15 (Aveiro Sul) der Autobahn A1 liegt in der Kreisgemeinde Fermentelos. Die Nationalstraße N1 umfährt als Schnellstraße IC2 die Kreisstadt Águeda. Sie stellt die Verbindung des Ortes zur etwa 15 km nördlich verlaufenden Autobahn A25 her und führt 40 km südlich nach Coimbra.
Águeda ist in das landesweite Busnetz der Rede Expressos eingebunden.

## Söhne und Töchter der Stadt
- Fernando Caldeira (1841–1894), Schriftsteller
- Francisco Ferraz de Macedo (1845–1907), Pharmazeut, Arzt und Anthropologe
- Manuel Homem de Melo da Câmara (1866–1953), Politiker und Journalist, Graf von Águeda
- Adolfo Rodrigues da Costa Portela (1866–1923), Schriftsteller, Lyriker und Dramaturg
- João Domingues Arêde (1869–1953), als Abade Arede bekannter Geistlicher und Historiker
- Arménio Gomes dos Santos (1900–1971), Pädagoge, Journalist und Schriftsteller
- Hernâni Ferreira da Silva (1931–2001), Fußballspieler
- Fernando Braz da Costa (* 1932), Heimatdichter
- Manuel Alegre (* 1936), Dichter und Politiker, Präsidentschaftskandidat der PS 2006 und 2011
- Adelino Teixeira (* 1954), Radrennfahrer
- António de Vasconcelos Nogueira (* 1961), Philosoph, Sozialwissenschaftler, Schriftsteller und Hochschullehrer
- Carlos Ala (* 1962), Rallyefahrer, mehrfacher Teilnehmer an der Rallye Dakar
- Eduardo Veiga (* 1962), Rallyefahrer
- Afonso de Melo (* 1964), Journalist und Autor
- Nucha (* 1966), Sängerin
- Luís Urbano (* 1968), Filmproduzent
- Silvia Maria Melo Pfeifer (* 1977), Fremdsprachendidaktikerin
- Fábio Cardoso (* 1994), Fußballspieler

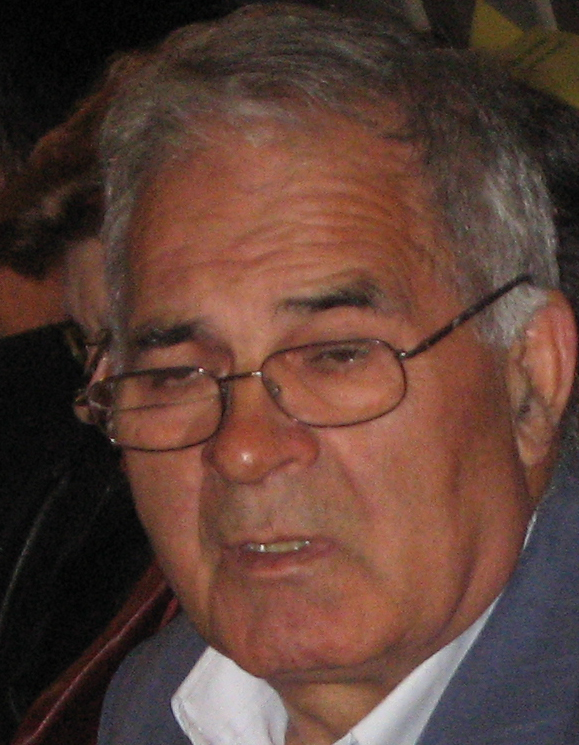
Fernando Braz da Costa
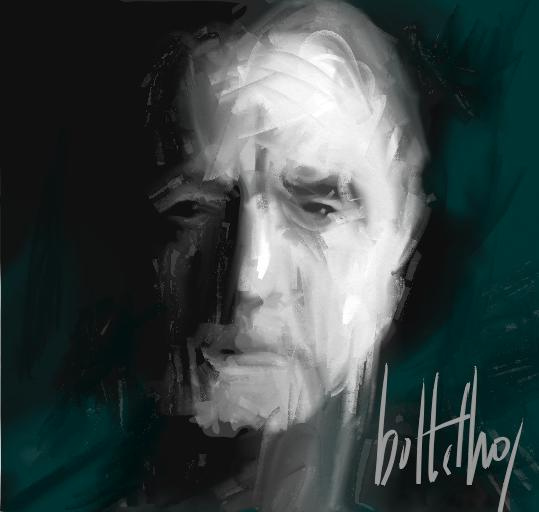
Manuel Alegre (Porträt von Carlos Botelho)
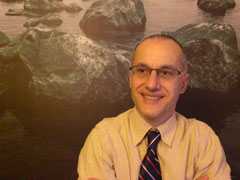
António de Vasconcelos Nogueira
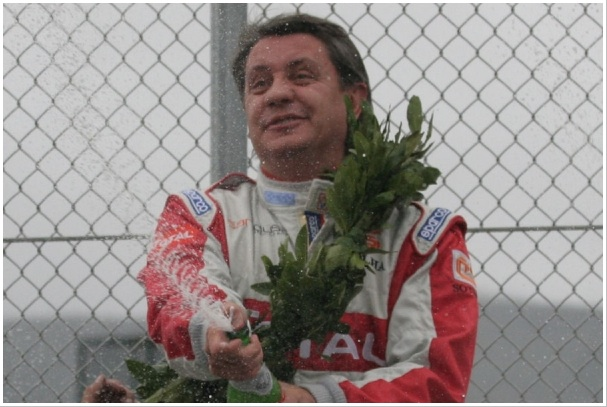
Eduardo Veiga beim Gewinn der Ralicross Portugal 2005